# A fekete özvegy (regény)
A fekete özvegy Lőrincz L. László Leslie L. Lawrence álnéven 2009 októberében megjelent regénye. A könyvben Leslie L. Lawrencet testőri feladattal bízzák meg az indiai színésznő, Angáriká mellett, aki éppen egy szappanopera záró epizódjait készül forgatni egy dzsungelfaluban. Nem sokkal a munka megkezdése után gyilkosságok zavarják meg a forgatást.

## Cselekmény
|  | Alább a cselekmény részletei következnek! |

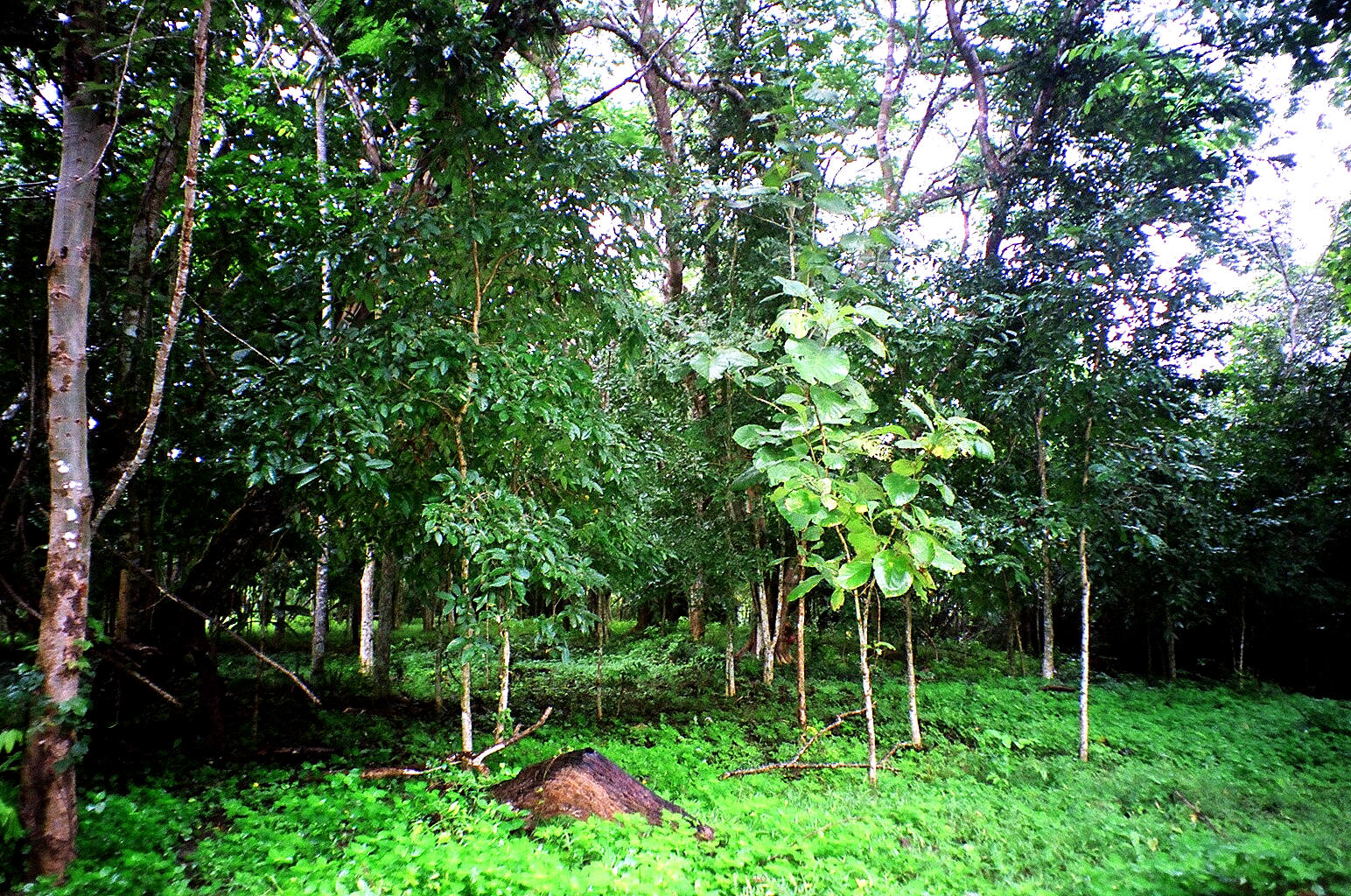
Dzsungel Ázsiában

Leslie L. Lawrence éppen Mumbaiban tartózkodik, mikor Szinavatra Rao felügyelő felkéri a neves színésznő, Angáriká védelmére. Lawrence egy vacsora keretében találkozik a gyönyörű színésznővel és annak dúsgazdag apjával. Sisikaram száhib, Angáriká apja elmondja, hogy lánya nemrég fenyegető leveleket kapott egy ismeretlentől. Sisikaram száhib ezért nagyon félti a lányát, aki egy dzsungelbe készül forgatni a Könny és szerelem című szappanopera záró epizódjait. Lawrence látva az apa félelmét elvállalja a testőri megbízatást.
Néhány nap múlva a vonat elindul Mumbaiból Rádzsasztánba. A vonaton utazik a forgatócsoport és persze Lawrence, az újdonsült testőr. A forgatócsoportnak olyan neves színészek és színésznők a tagjai, mint Hamid Khán, a nők bálványa, Triptikrisna, a csodaszép színésznő, Patil nagybácsi, mindenki nagybácsija és Pálaniszvámí száhib, a rókaképű intrikus. Persze ott van a vonaton a szappanopera rendezője és munkatársai is, Védmóhan száhib, Mr. Culpepper, Mr. Gruber és Mahárisi, a mindenes. Már a hosszú vonatút sem telik idillikusan: valaki megpróbálja rárobbantani a WC-t Lawrence-re, aki az úton összetűzésbe keveredik a vonaton utazó misszionáriusokkal. Emellett a vonatra valaki még kígyókat is csempészett fel riogatásképpen.
Miután a viszontagságos út után megérkezik a stáb Sahpurába, terepjárókkal a forgatás idejére felállított táborhoz mennek, ami a dzsungelben helyezkedik el. A munka megkezdése után Lawrence egy felakasztott női holttestet talál az erdőben, miközben esti sétáját végzi. A holttest mellkasára Káli istennő jelét vésték. Mikor Lawrence másokat is a helyszínre hív, hogy tekintsék meg amit talált, a holttest nyomtalanul eltűnik. Később Lawrence felfedezi a korábban a vonaton utazó misszionáriusokat, akik éppen Káli szentélyét próbálják felégetni. Mikor Lawrence meg akarja ebben akadályozni őket, az egyik misszionárius, Linda nyomtalanul eltűnik. Dave, a másik misszionárius és Lawrence elindulnak felkutatni Lindát, aki mellesleg Dave felesége.
Nemsokára rá is bukkantak holtan. Lindát is felakasztották egy faágra.

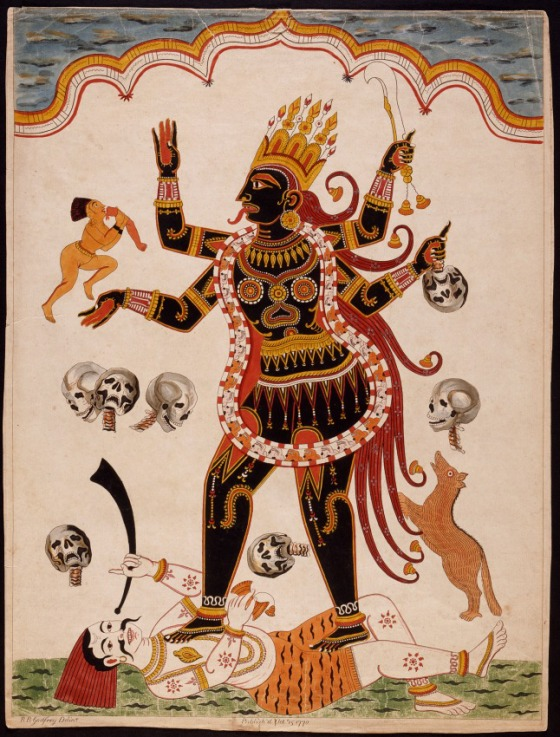
Káli istennő

A helyszínre érkező rendőrök közlik Lawrence-szel, hogy nem kívánnak nagy port kavarni az ügy körül, nehogy felborítsák a tartomány békéjét. Az elkövetkezendő napokban még több gyilkosság történik amiket a Fekete Özvegynek, Káli istennő megtestesülésének tulajdonítanak a színészek: megölik az egyik rendőrt, akit Lawrence kunyhójában hagynak; megölik Nivrittit, egy színésznőt is, oly módon, hogy ruháját bekenik valamilyen rovarcsalogató anyaggal, és a méhek halálra csipkedik őt; a két élő misszionáriusra pedig rágyújtják a házat. Ezalatt Lawrence nyomozásba kezd, hogy kitalálja a Fekete Özvegy kilétét. Felfogad egy a közeli faluból való fiatal fiút, Vámant, hogy ő a laptopja segítségével még többet kideríthessen a színészekről.
Egy éjszaka folyamán Lawrence észreveszi, hogy a színészek és a rendezők a dzsungelbe igyekszenek. Lawrence Hamid Khánnal - aki úgyszintén nem tudja, hogy minek megy a stáb a dzsungelbe - a nyomukba erednek. A forgatócsoport nyomait egészen egy erdő közepén, egy völgyig, a helyiek által tartott ünnepségig, egy özvegyégetésig követik. Az özvegyégetés során a helyi indiaiak a meghalt családtagjuk feleségeit akarták elégetni, hogy azok együtt menjenek a volt férjükkel a halálba. Ám mielőtt az özvegyek a máglyára kerülnének, a stáb beront a helyszínre, rendőrszirénával elüldözik a közönséget és fegyvert fognak az asszonyokat elégetni készülő családtagokra. Lawrence és Hamid Khán is a helyszínre siet. A családtagok már-már belátják, hogy az özvegyégetést abba kell hagyniuk, de ekkor csak megjelenik a Fekete Özvegy egy detonátorral a kezében. Mivel a gyilkos jelmezben van, nem lehet tudni a kilétét. A fekete jelmezbe bújt ember közli a stábbal, hogyha nem engedik folytatni az ünnepséget, akkor rárobbantja a völgy tetején lévő sziklákat a lent állókra. Mivel a stáb nem engedelmeskedik a Fekete Özvegy megnyomja a detonátort, ám nem történik semmi. Kiderül, hogy Lawrence egyik segítője a robbanószereket, már rég eltávolította a sziklák közül. A fekete Özvegy erre dührohamot kap, majd a helyszínre érkező színésznő, aki a táborban maradt, lelövi a gyilkost. Lawrence leveszi a halott arcáról a maszkot, és kiderül, hogy a gyilkos...
Napok múlva Mumbaiban, Angáriká színésznő apja, Sisikaram száhib elmagyarázza Lawrence-nek, hogy mi volt az az egész, ami a dzsungelben történt.
|  | Itt a vége a cselekmény részletezésének! |

## Kiadásai
- A fekete özvegy, 1-2.; Studium Plusz, Bp., 2009